# Млинсько
Млинсько (словен. Mlinsko) — мале поселення на правому березі річки Соча в общині Кобарід, Регіон Горишка, Словенія. Висота над рівнем моря:  216.2 м.